# Helicopsyche woytkowskii
Helicopsyche woytkowskii is een schietmot uit de familie Helicopsychidae. De soort komt voor in het Neotropisch gebied.